# Lepidochrysops proclus
Lepidochrysops proclus är en fjärilsart som beskrevs av Gustaaf Hulstaert 1924. Lepidochrysops proclus ingår i släktet Lepidochrysops och familjen juvelvingar. Inga underarter finns listade i Catalogue of Life.